# Prvenstvo Dalmatinskih okruga 1946. u nogometu
Prvenstvo Dalmatinskih okruga je ujedno bilo i kvalifikacijko natjecanje za Hrvatsku nogometnu ligu 1946. godine. 

Natjecanje je igrano u dva dijela – u natjecanju po okruzima, te u kvalifikacijama prvaka okruga. 

Utakmice su igrane od 27. siječnja do 14. travnja 1946.  

Natjecanje je nakon završnice osvojio FD Split.

## Sudionici
| Sjeverna grupa                                            | Sjeverna grupa                                                                                      | Sjeverna grupa                                                                          |
| --------------------------------------------------------- | --------------------------------------------------------------------------------------------------- | --------------------------------------------------------------------------------------- |
| 1. okrug Zadar - Zadar                                    | 2. okrug Šibenik - Drniš - Šibenik                                                                  | 3. okrug Srednja Dalmacija - Junak Sinj - Naprijed Solin - Naprijed Vis - Slaven Trogir |
| Južna grupa                                               | |                                                                                         |
| 4. Grad Split - Hajduk Split - Split - Tim JRM Split ↓JRM | 5. okrug Biokovo-Neretva - Narona Metković - Strijelac Vrgorac - Uranija Baška Voda - Zmaj Makarska | 6. okrug Dubrovnik - Jedinstvo Dubrovnik                                                |

- Tim Jugoslavenske ratne mornarice, Uranija Baška Voda i Zmaj Makarska odustali su prije početka natjecanja

## Prventvo okruga
Igrano od 27. siječnja do 17. veljače 1946.
 1. okrug – Zadar 
1. Zadar

- Zadar se plasirao u daljnje natjecanje

2. okrug – Šibenik
| Šibenik – Drniš | 5:1, 3:0 |

- Šibenik se plasirao u daljnje natjecanje

3. okrug – Srednja Dalmacija
| 1. kolo                       | 1. kolo     | 1. kolo                                                                                 |
| ----------------------------- | ----------- | --------------------------------------------------------------------------------------- |
| Slaven Trogir – Junak Sinj    | 3:3, 1:2    |                                                                                         |
| Naprijed Solin – Naprijed Vis | 3:5, 1:3    |                                                                                         |
|                               |             |                                                                                         |
| završnica                     |             |                                                                                         |
| Junak Sinj – Naprijed Vis     | 1:1 (prod.) | Igrano u Splitu Nakon produžetaka ostalo 1:1, te je Junak odustao od daljneg natjecanja |

- Naprijed Vis se plasirao u daljnje natjecanje

4. – Grad Split 

| Split – Hajduk Split | 0:2, 1:6 |

- Hajduk se plasirao u Hrvatsku ligu
- Split se plasirao u daljnje natjecanje

 5. okrug – Biokovo-Neretva
| Narona Metković – Strijelac Vrgorac | 12:0 | igrana samo jedna utakmica |

- Narona se plasirala u daljnje natjecanje

 6. okrug – Dubrovnik
1. Jedinstvo Dubrovnik

- Jedinstvo se plasiralo u daljnje natjecanje

## Kvaifikacije za prvaka Dalmatinske oblasti
Utakmice su igrane od 24. veljače do 14. travnja 1946. po dvostrukom kup-sustavu.
Sjeverna skupina
| 1. kolo                | 1. kolo              | 1. kolo |
| ---------------------- | -------------------- | --- |
| Zadar – Šibenik        | 1:0, 0:1, 1:1 (prod) | nakon druge utakmice su se trebali produžeci (2x15 minuta), ali nisu igrani zbog jakog nevremena 3. utakmica igrana u Šibeniku, te je nakon produžetaka ostala 1:1. Ždrijebom je odlučeno da se dalje plasira Šibenik |
|                        |                      | |
| završnica              |                      | |
| Šibenik – Naprijed Vis | 11:2, 3:0 p.f.       | druga utakmica nije igrana |

Južna skupina
| 1. kolo                     | 1. kolo  |
| --------------------------- | -------- |
| Narona Metković – Split     | 1:3, 2:6 |
|                             |          |
| završnica                   |          |
| Split – Jedinstvo Dubrovnik | 4:0, 3:0 |

Završnica za prvaka Dalmacije
| Šibenik – Split | 1:2, 0:4 |

Split prvak Dalmacije, te se plasirao u Hrvatsku ligu
U kolovozu je također igrano i novo prvenstvo Dalmatinske oblasti, koje je bilo i dio kvalifikacija za Hrvatsku ligu u sezoni 1946./47.

## Poveznice
- Hrvatska liga 1946.
- Prvenstvo grada Splita 1946.
- Prvenstvo Dalmatinske oblasti 1946.